# Królewice (województwo zachodniopomorskie)
Królewice (niem. Krolowstrand) – nieistniejąca już osada w Polsce położona w województwie zachodniopomorskim, w powiecie sławieńskim, w gminie Postomino. Wieś znajdowała się nad wschodnim brzegiem jeziora Wicko w odległości niecałych 2 km od Bałtyku. W maju 1938 roku liczba stałych mieszkańców wynosiła 320 osób.
W latach 1975–1998 obszar po miejscowości administracyjnie należał do województwa słupskiego.
Inne miejscowości o nazwie Królewice: Królewice, Królewiec